# 比吕什
比吕什，是匈牙利巴兰尼亚州所辖的一个村。总面积16.30平方公里，总人口88，人口密度5.4人/平方公里（2011年1月1日）。